# Обриций, Роберт
Обриций, Роберт (лат. Robert Obricius или Obrizius; 1520 — 30 октября 1584) — новолатинский поэт.

## Биография
Родился в 1520 году Эрманвиле (область Артуа). Вначале был приходским священником общины Ла-Мадлен в городе Аррас, а затем каноником соборной церкви того же города. Писал латинские стихи, являлся проповедником и богословом. Умер в Аррасе 30 октября 1584 года, оставив в письменном виде следующую эпитафию (на латыни) о себе самом:

Bis plus sex lustris protraxi saepius aegram
Corpore in affecto per mala multa animam.
Vita labor fuit studium conscribere laudes
Coelitibus magno coelitumque Patri.
Vixi: morte cado. Vita est mea, mors mea Christus;
Unus honos uni, gloria aeterna, Deo.

## Сочинения
- Eidillia sacra in utrumque Testamentum (Дуэ, 1587),
- De Atrebatentis urbis liberatione á sectariorum factiosorum oppressione anno 1578 (Антверпен, 1590),
- Hymnorum libri VII
- Epistolarum libri II
- Coemeterium, seu virorum illustrium, et Artesiae comitum Epitaphia. Atrebat. 1592 4, apud Guil. Riverium.

Остаются в рукописях:
- Metaphrasis Cantici Canticorum
- Progymnasmata ad veram pietatem